# Cloud Nine (film)
Cloud Nine är en amerikansk långfilm från 2006 i regi av Harry Basil, med Burt Reynolds, Paul Rodriguez, D.L. Hughley och Angie Everhart i rollerna. Filmen släpptes direkt på DVD 3 januari 2006.

## Handling
Den misslyckade sportpromotern Billy Cole (Burt Reynolds) bor i en husbil i Malibu. Han kommer på den briljanta idén att starta ett beachvolleyboll-lag bestående av strippor.

## Rollista
| Burt Reynolds      | – Billy Cole       |
| Paul Rodriguez     | – Wong             |
| D.L. Hughley       | – Tenspot          |
| Angie Everhart     | – Julie            |
| Paul Wesley        | – Jackson Fargo    |
| Katheryn Winnick   | – Olga             |
| Marnette Patterson | – Crystal          |
| Kenya Moore        | – Champagne        |
| Gabrielle Reece    | – Christina Hansen |
| Tom Arnold         | – sig själv        |
| Bruce Bruce        | – sig själv        |
| Gary Busey         | – sig själv        |